# Цикута (фільм)
«Цикута» (рос. Цикута) — український фільм кінорежисера Олександра Шапіро.

## Сюжет
Цикута — отрута, яка зафікссована в анналах світової історії, як речовина, якою отруїли в свій час великого Сократа й позбавила нашу цивілізацію його пізніших і, можливо, помітніших філософських трактатів. У фільмі багато сваряться матом, коляться справжніми наркотиками, нюхають справжній кокаїн — в цілому, все як іноді буває у житті.
Головний герой картини — наркодилер Бароко, як і кожна божевільна людина, він користується заступництвом вищої сили, для того, щоб у свій час переступити межу, яка відділяє дійсність від субреальності. У призначений долею день Бароко отримує невідомий психоделік, який відкриває доступ у інший вимір, де повсякденне існування стає раєм. Призначивши на ранок зустріч «своїм людям», щоб скинути товар, Бароко пробує наркотик… На «стрілку» він, звичайно, не приходить, чим викликає дику паніку в славних рядах «торчків», «кислотників» та інших цікавих особистостей, які чекали його появи. Ранок безплідного очікування — одна з сюжетних ліній фільму — сповнений ненормативною лексикою і цілим каскадом наркоманських «приколів», які надають фільму комедійний відтінок. І все-таки останнє послання з раю Бароко в реальність його «ділових партнерів» доходить у вигляді касетного «месседжу»". У ньому герой підбиває підсумок пошуків правди життя і визначає наркотики як засіб, що активує в людині атавізм раю, який зберігся з часів доісторичного безтурботного існування.

## Актори
- Володимир Горянський
- Костянтин Шафоренко
- Артем Алексін
- Олександр Прищепа
- Віктор Охонько
- Юрій Нездименко
- Антон Комяков
- Андрій Лемаренко
- Максим Бугаєв
- Андрій Книжник
- Тетяна Наділ
- Полина Авдеєва
- Марія Донченко
- Антон Комяхов
- Іван Левченко